# Перцев, Михаил Андреевич
Михаил Андреевич Пе́рцев (23 октября 1910 года, село Беговатово, Арзамасский уезд, Нижегородская губерния — 1989 года, Москва) — советский металлург, директор Златоустовского металлургического завода (1944—1949, 1950—1955), заместитель председателя Госплана СССР. Лауреат Сталинской премии второй степени (1952).

## Биография
Родился 10 (23 октября) 1910 года в село Беговатово (ныне Арзамасский район, Нижегородская область). В 1927 году после окончания местной средней школы начинает трудовую деятельность в качестве чернорабочего на строительстве НИГРЭС Кулебакского металлургического завода (Кулебаки Нижегородской области). В 1929 году М. А. Перцева направляют в МГА. В связи с её разделением на шесть вузов в 1930 году переведен в МИС имени И. В. Сталина, который он оканчивает в 1932 году с дипломом инженера-электрометаллурга.
Распределен на завод «Электросталь» на должность мастера электросталеплавильного цеха № 1. М. А. Перцев быстро проходит все ступени карьерной лестницы: начальник смены, заместитель начальника цеха, начальник производственного отдела, в 29-летнем возрасте молодого инженера назначают главным инженером завода «Электросталь».
После начала Великой Отечественной войны и эвакуации завода — на Златоустовском металлургическом заводе Челябинской области: заместитель главного инженера, главный инженер; в 1943—1944 годах — главный инженер Челябинского металлургического завода.
В ноябре 1944 года М. А. Перцев назначается директором Златоустовского металлургического завода. Это должность он занимал (с небольшим перерывом) до 1955 года. Под его руководством Златоустовский метзавод в годы ВОВ достиг значительных успехов в борьбе за увеличение выпуска металла, в освоении новых высоколегированных марок стали для оборонной промышленности, предприятие было награждено орденом Ленина. В послевоенные годы по инициативе М. А. Перцева был осуществлен ряд организационно-технических мероприятий по механизации трудоемких процессов в сталеплавильном и прокатном цехах, при его участии была разработана технология, предупреждающая образование флокенов в сталях.
В 1965 году М. А. Перцева переводят на работу в Москву, в Министерство чёрной металлургии СССР. С 1955 года — начальник Главного управления заводов качественной металлургии и ферросплавов Минчермета СССР; в 1960-х годах — заместитель председателя Госплана СССР.
Депутат ВС РСФСР от Златоустовского избирательного округа в 1947—1951 годах.

## Признание
- Сталинская премия второй степени (1952) — за коренное усовершенствование технологии термической обработки легированной стали
- орден Ленина (1945)
- два ордена Трудового Красного Знамени (1951, 1953)
- медали